# Chéroy
Chéroy är en kommun i departementet Yonne i regionen Bourgogne-Franche-Comté i norra Frankrike. Kommunen ligger i kantonen Chéroy som tillhör arrondissementet Sens. År 2022 hade Chéroy 1 763 invånare.

## Befolkningsutveckling
Antalet invånare i kommunen Chéroy
| Referens: INSEE |